# Sonderermittlung zur Beeinflussung des Wahlkampfs in den Vereinigten Staaten 2016

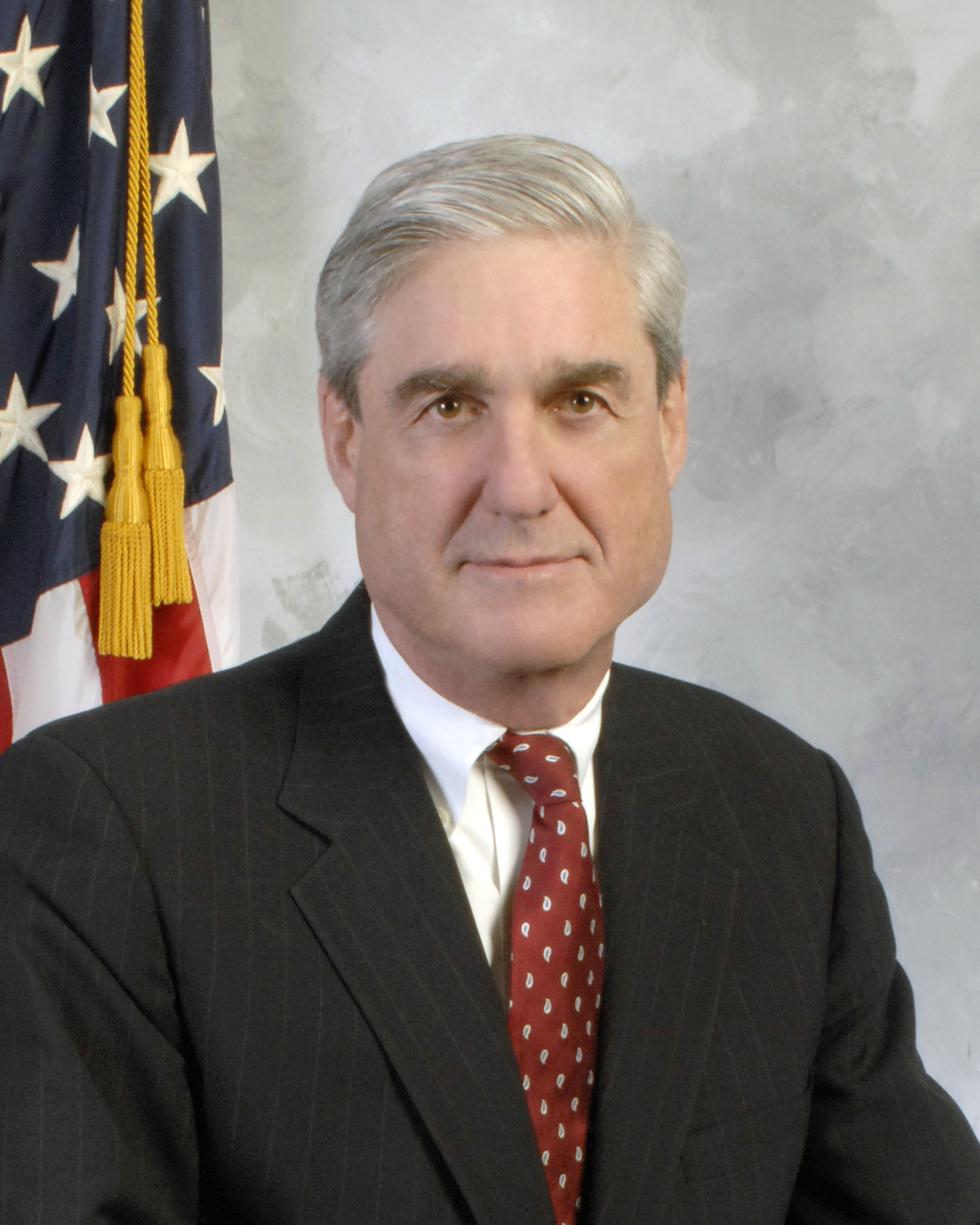
Robert Mueller (2011): Sonderermittler des US-Justizministeriums

Die Sonderermittlung zur Beeinflussung des Wahlkampfs in den Vereinigten Staaten 2016 war eine vom Justizministerium der USA im Jahr 2017 angeordnete Untersuchung zu einer möglichen Beeinflussung der Präsidentschaftswahl in den Vereinigten Staaten 2016, insbesondere Donald Trumps Wahlkampf, durch die russische Regierung sowie dazu in direkter Beziehung stehenden Sachverhalten und möglichen Straftaten.
Nach dem Beginn der Präsidentschaft Trumps ernannte der stellvertretende Generalstaatsanwalt der Vereinigten Staaten, Rod Rosenstein, am 17. Mai 2017 den ehemaligen FBI-Direktor Robert Mueller zum Sonderermittler. Die Aufsicht über die Ermittlungen hatte Rosenstein, da US-Justizminister Jeff Sessions sich als Unterstützer Trumps für befangen erklärt hatte.
Im Laufe der Ermittlungen wurden hochrangige Mitarbeiter des Wahlkampfteams von US-Präsident Donald Trump aufgrund verschiedener Straftaten angeklagt und teilweise schuldig gesprochen. Am 22. März 2019 legte Mueller einen Bericht seiner Ermittlungsergebnisse dem US-Justizminister William Barr der, der Sessions zwischenzeitlich ersetzte. Zwei Tage darauf veröffentlichte Barr seine Schlüsse aus den Ermittlungen; er schloss weitere gerichtliche Maßnahmen gegen Trump und sein Wahlkampfteam aus; der volle, teilweise geschwärzte Bericht wurde am 18. April 2019 der Öffentlichkeit zugänglich gemacht.
Der Deckname der Untersuchung Crossfire Hurricane war dem gleichnamigen Titel eines Videoalbums der Rolling Stones aus dem Jahr 2013 entlehnt. Anfang 2025 waren mehrere hundert Seiten als Webseite beim FBI zugänglich.

## Hintergrund

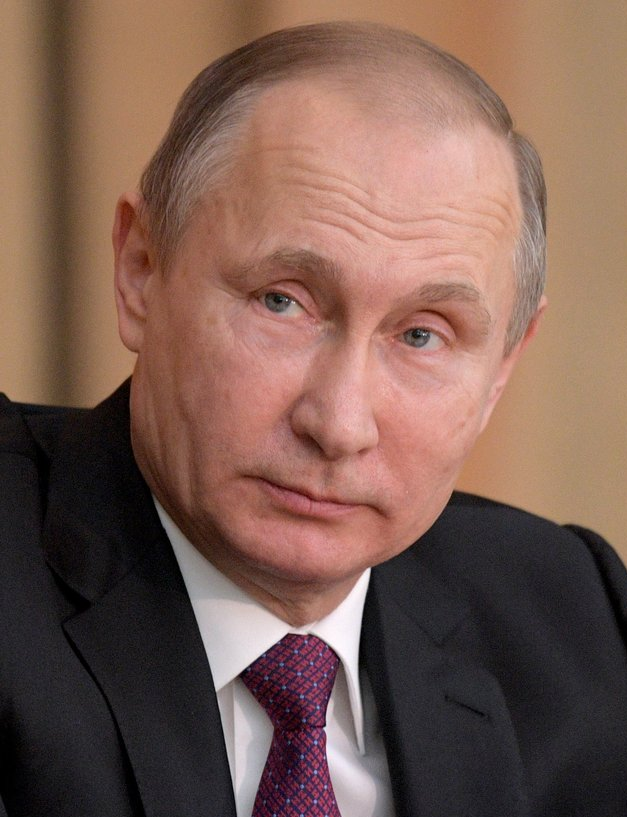
Wladimir Putin (2017)

Während des Präsidentschaftswahlkampfes im Jahr 2016 in den Vereinigten Staaten wurden die Kommunikationsinfrastruktur und das digitale Wahlsystem der USA sowie das Wahlkampfteam der Kandidatin der Demokraten, Hillary Clinton, wiederholt zum Ziel von Hackerangriffen aus dem Ausland. Ermittlungsergebnisse deuteten darauf hin, dass die Angriffe von der russischen Regierung in Auftrag gegeben wurden, um die US-Präsidentschaftswahl zugunsten des späteren Siegers Donald Trump zu beeinflussen.
Die bis Januar 2017 amtierende Regierung der Vereinigten Staaten beschuldigte die Regierung Russlands der Einflussnahme in den Wahlkampf. Auf Anordnung von Russlands Präsident Wladimir Putin habe der russische Geheimdienst durch Cyberangriffe und andere Methoden die Server des Democratic National Committee und des Wahlkampfteams Hillary Clintons gehackt und Dokumente an WikiLeaks weitergeleitet. Die Nachrichtendienstgemeinschaft der Vereinigten Staaten erhob diesbezüglich besonders schwere Vorwürfe gegen Präsident Putin und die russischen Nachrichtendienste:

„Russische Anstrengungen zur Einflussnahme in der Präsidentschaftswahl 2016 sind jüngster Ausdruck von Moskaus langjährigem Bestreben zur Aushöhlung der US-geführten demokratischen Ordnung […] Unserer Einschätzung nach hat Russlands Präsident Wladimir Putin Operationen mit dem Ziel der Einflussnahme auf die Präsidentschaftswahlen 2016 angeordnet. Russland zielte darauf ab, das Vertrauen der Öffentlichkeit in die demokratischen Prozesse zu untergraben, Hillary Clinton zu verunglimpfen und ihre Wahlchancen zu beschädigen. […] Es ist weiterhin unsere Einschätzung, dass Putin und die russische Regierung dem nun gewählten Präsidenten Trump zur Wahl verhelfen wollten.“

Der zum fraglichen Zeitpunkt amtierende CIA-Direktor John O. Brennan und der damalige Director of National Intelligence James Clapper bestätigten diese Einschätzung in späteren Interviews mit dem Fernsehsender PBS. Der Versuch einer Einflussnahme auf Wahlen durch russische Regierungsorganisationen sei schon seit vielen Jahren zu beobachten und sehr wahrscheinlich von Putin persönlich angeordnet oder zumindest genehmigt worden. Diese Aktivitäten seien im Sommer 2016 deutlich aggressiver und intensiver durchgeführt worden als in der Vergangenheit.
Verbindungen von Trump und Mitgliedern seines Wahlkampfteam zu Russlands Präsident Putin, russischen Oligarchen und anderen russlandfreundlichen Politikern waren bereits während des Wahlkampfs thematisiert worden. Trumps zeitweiliger Wahlkampfmanager Paul Manafort hatte zuvor über viele Jahre den als pro-russisch geltenden ehemaligen Präsidenten der Ukraine, Wiktor Janukowytsch, und dessen Partei der Regionen als politischer Berater unterstützt. Trumps Berater im Wahlkampf und späterer Nationaler Sicherheitsberater Michael Flynn hatte enge Kontakte zum russischen Botschafter Sergei Kisljak und zum russischen Staatssender Russia Today. Trump selbst unterhielt über Jahrzehnte vielfältige Geschäftsbeziehungen zu russischen Partnern. Die Russlandaffäre wurde zuweilen journalistisch als Trumpgate bezeichnet.
Die russische Regierung und Trump selbst wiesen die Vorwürfe einer Verwicklung in potenzielle Wahlmanipulation wiederholt als gegenstandslos zurück, leugneten jedoch nicht, dass es Verbindungen zwischen Russland und Trumps Wahlkampfteam gegeben habe. Diese basierten jedoch auf nachvollziehbaren und legitimen Geschäftsbeziehungen. Kisljak sagte einem russischen Fernsehsender im November 2017 in einem Interview, alle Namen aus Trumps Team aufzulisten, mit denen er in Kontakt gestanden habe, würde „länger als 20 Minuten“ dauern. Putin selbst sagte, „patriotisch gesinnte Hacker“ könnten für die Einflussnahme verantwortlich sein. Hierbei handele es sich jedoch um Privatpersonen. Auf „staatlicher Ebene“ führe Russland keine derartigen Operationen aus.
Im Frühjahr 2017 wurden im Kongress der Vereinigten Staaten durch eine parteiübergreifende Initiative Untersuchungskommissionen zu den Manipulationsvorwürfen eingerichtet. Schon zuvor hatte die Abteilung Gegenspionage der US-Bundespolizei FBI unter Führung des noch von Barack Obama ernannten Direktors James Comey eigene Ermittlungen in der Sache eingeleitet. Die geschäftsführende Generalstaatsanwältin Sally Yates informierte eigenen Angaben zufolge den Rechtsberater des Weißen Hauses Don McGahn kurz nach Trumps Amtsantritt im Januar 2017 über ihre Einschätzung, dass Trumps damaliger Sicherheitsberater Michael Flynn aufgrund seiner Russlandkontakte „kompromittiert“ („compromised“) und möglicherweise erpressbar sei. Wenige Tage später wurde Yates von Trump entlassen. Als Entlassungsgrund gab Trump an, Yates sei nicht bereit gewesen, seine restriktive Einwanderungspolitik zu unterstützen.
Bereits zuvor hatte das FBI unter der Leitung James Comeys Ermittlungen zur vermuteten Einflussnahme Russlands im US-Wahlkampf eingeleitet, wobei unter anderem die Russlandkontakte Michael Flynns genauer untersucht wurden. Im Februar und März 2017 führte Trump mehrere Telefonate und persönliche Gespräche mit Comey, in denen er den FBI-Direktor nach dessen Darstellung dazu aufforderte, die Ermittlungen gegen Flynn einzustellen. Kurz zuvor war Flynn von seiner Position als Nationaler Sicherheitsberater zurückgetreten, nachdem der Vorwurf bekannt wurde, er habe Vize-Präsident Mike Pence über seine Kontakte zum russischen Botschafter belogen. Comey fertigte über die Unterredungen mit Trump nach eigenen Angaben unmittelbar eine offizielle Aktennotiz an und vermerkte, Trump habe alle anderen Gesprächsteilnehmer aus dem Zimmer geschickt und ihm zu verstehen gegeben, er „hoffe“, Comey könne die Angelegenheit „auf sich beruhen lassen“ („I hope you can let this go.“). Er habe Trumps Bemerkungen als Befehl aufgefasst, die Ermittlungen gegen Flynn zu beenden. Dem habe er sich jedoch widersetzt.
Am 9. Mai 2017 wurde FBI-Direktor Comey von US-Präsident Trump mit sofortiger Wirkung entlassen. Trump erklärte, er handle auf Empfehlung von Generalstaatsanwalt Jeff Sessions und dessen Stellvertreter Rod Rosenstein und betonte in seinem Schreiben, Comey habe ihm mehrfach versichert, dass gegen ihn selbst nicht ermittelt werde. Als Begründung für die Entlassung gab er Comeys Verhalten in der E-Mail-Affäre um Hillary Clinton an. Zahlreiche Politiker, politische Analysten und Journalisten vermuten jedoch, Trump habe Comey – einen internen Beförderer der Ermittlungen – loswerden wollen und sich dadurch möglicherweise der Behinderung der Justiz schuldig gemacht. Diese Vermutung äußerte auch Comey selbst.
Durch die Comey-Affäre stieg der Druck auf die Trump-Regierung zur Untersuchung einer möglichen Einflussnahme Russlands enorm an. Am 17. Mai 2017 gab der stellvertretende Generalstaatsanwalt Rod Rosenstein die Ernennung von Robert Mueller als Sonderermittler mit breiten Befugnissen an. Der eigentlich zuständige Generalstaatsanwalt Jeff Sessions hatte sich zuvor selbst für befangen erklärt, da er Trump im Wahlkampf unterstützt hatte, und die Angelegenheit daher seinem Stellvertreter übertragen. Rosenstein betonte, die Ernennung Muellers bedeute nicht, dass Straftaten begangen worden seien oder eine Strafverfolgung angezeigt wäre. Eine Untersuchung durch einen Sonderermittler sei aber im öffentlichen Interesse und zur Vermeidung von Interessenskonflikten notwendig.

## Untersuchungsgegenstand
Gemäß der Ernennungsurkunde ermächtigt das Justizministerium den Sonderermittler zu einem breiten Tätigkeitsbereich. Muellers Aufgabengebiet erstreckt sich auf die Untersuchung der Einflussnahme Russlands im Wahlkampf 2016 und damit in Zusammenhang stehender Rechtsverstöße, insbesondere:
- jegliche Verbindungen und/oder Absprache zwischen der russischen Regierung und Personen, die zum Wahlkampfteam von US-Präsident Donald Trump gehören
- jegliche [rechtlichen] Angelegenheiten, die sich direkt aus der Ermittlung ergeben haben oder ergeben
- jegliche bundesrechtlichen Straftaten, die im Zusammenhang mit der Ermittlung stehen und die Arbeit des Sonderermittlers behindern sollen, insbesondere Meineid, Behinderung der Justiz, Verdunklung und Einschüchterung von Zeugen (28 C.F.R. § 600.4(a))
- Verfolgung von bundesrechtlichen Straftaten, die sich aus der Ermittlung in diesen Angelegenheiten ergeben, sofern diese vom Sonderermittler für notwendig und angemessen erachtet wird

## Ermittlungsteam
Bei der Auswahl der Ermittler für sein Team griff Mueller zu einem wesentlichen Teil auf Anwälte zurück, die ihm durch seine Jahrzehnte lange Karriere in den Strafverfolgungsbehörden persönlich bekannt waren. Unter den ausgewählten Juristen befinden sich renommierte Staatsanwälte, darunter:
- Michael Dreeben: Ehemaliger stellvertretender Solicitor General im US-Justizministerium. Dreeben gilt als ausgewiesener Strafrechtsexperte. Im April 2016 verhandelte er seinen 100sten Fall vor dem Supreme Court of the United States, eine Anzahl, die zum damaligen Zeitpunkt nur von sieben Juristen in den USA erreicht wurde.[37]
- Andrew Weissmann: Ehemaliger Leiter der Abteilung für Betrugsfälle im US-Justizministerium und ehemaliger Chefermittler im Enron-Skandal. Weismann gilt als besonders effektiv darin, nicht-aussagewillige Zeugen zur Kooperation zu bewegen.[38][39]
- Andrew D. Goldstein: Ehemaliger Leiter der Korruptionsbekämpfung in New York City unter Preet Bharara.[40]
- Aaron Zebley: Ehemaliger Stabschef Muellers während dessen Amtszeit als FBI-Direktor.
- James Quarles: Mitglied des Sonderermittlungsteams in der Watergate-Affäre.
- Ryan K. Dickey: Experte für Cyberkriminalität. Vormals beteiligt an den Ermittlungen gegen die Filesharingseite Megaupload und den Hacker Guccifer.[41]

Bei Antritt seines Postens als Sonderermittler gab Mueller seine damalige Tätigkeit im Washingtoner Büro der Anwaltskanzlei WilmerHale auf und verzichtete damit – ebenso wie Teile seines Teams – auf ein siebenstelliges Gehalt. Auch seine hochrangigen Teammitglieder Aaron Zebley, James Quarles und Jeannie Rhee hatten vor ihrem Eintritt in das Team des Sonderermittlers für die Kanzlei gearbeitet. Mueller, Zebley, Quarles und Rhee halten Anteile im Wert von mehreren Millionen US-Dollar an WilmerHale. Zudem wurde später bekannt, dass WilmerHale auch Verdachtspersonen in Muellers Ermittlung vertritt, unter anderem Paul Manafort. Ethikexperten des Justizministeriums sehen darin jedoch keinen Interessenkonflikt für Mueller, der seine Position als Sonderermittler in Frage stellen würde.
Parteizugehörigkeit
Der Sonderermittler Mueller selbst gehört wie auch US-Präsident Trump der Republikanischen Partei an. Gleiches gilt für den stellvertretenden Generalstaatsanwalt Rod Rosenstein, der die Sonderermittlung beauftragte. Von den 17 weiteren Staatsanwälten in Muellers Team waren 13 zuvor bei Wahlen als Wähler der Demokraten registriert. Die restlichen vier Mitglieder waren nicht als Wähler einer bestimmten Partei registriert. Im US-Wahlsystem können Wähler bei der Registrierung auf freiwilliger Basis eine Parteizugehörigkeit angeben und damit an den Vorwahlen der jeweiligen Partei zur Bestimmung des bei der Wahl antretenden Kandidaten teilnehmen. Die Registrierung ist für jeden Wähler öffentlich einsehbar. Eine formelle Parteizugehörigkeit ist mit der Registrierung jedoch nicht verbunden. 9 der 17 Mitglieder in Muellers Team hatten in der Vergangenheit für die Demokraten gespendet, 6 davon für Trumps Gegenkandidatin Hillary Clinton. Trump selbst und einige seiner Unterstützer in Politik und Medien haben behauptet, in dieser Zusammensetzung ein Anzeichen für eine mögliche Voreingenommenheit des Ermittlungsteams zu sehen.

## Zeugenvernehmungen und Beweissicherung
Unter den Zeugen, die Medienberichten zufolge während der Ermittlungen vernommen wurden, befinden sich verschiedene Mitarbeiter von Trumps Wahlkampfteam, sowie derzeitige und frühere Mitglieder seiner Regierung, darunter Sam Clovis, Hope Hicks, Reince Priebus, Rod Rosenstein, Sean Spicer und James Comey.
Außerdem zwang Mueller eine nicht namentlich genannte Anwältin in den Diensten Paul Manaforts per Gerichtsbeschluss, sich einer Zeugenvernehmung zu stellen, was aufgrund des Anwaltsgeheimnisses nur unter strengen Bedingungen möglich ist. Die Begründung des Gerichts war, dass hier die sogenannte „crime-fraud“ Betrugsausnahme greife, da Manafort und Gates die Anwältin, mit oder ohne ihres Mitwissens, beauftragten in Briefen an Bundesbehörden falsche Aussagen über ihre Lobbytätigkeiten für die ukrainische Regierung zu machen.
Ende Juli 2017 ordnete Mueller eine Hausdurchsuchung des Anwesens von Trumps ehemaligem Wahlkampfleiter Paul Manafort an. Zu diesem Zweck hatte Mueller aufgrund der hohen Sensibilität des Untersuchungsgegenstandes einen speziellen richterlichen Durchsuchungsbefehl (no-knock warrant) erhalten, der es ihm erlaubte, das Türschloss von Manaforts Haus aufzubrechen und dessen Anwesen ohne Vorankündigung zu betreten, um den Hausinsassen keine Zeit zu einer möglichen Zerstörung von Beweismitteln zu geben (Verdunklungsgefahr). Die Durchsuchung diente der Beweissicherung bezüglich möglicher Kontakte Manaforts zur russischen Regierung sowie möglicher steuerrechtlicher Vergehen. Dabei wurden schriftliche Unterlagen und Datenträger sichergestellt.
Im Rahmen der Hausdurchsuchung berichteten mehrere Nachrichtensender zudem übereinstimmend, dass die US-Behörden gegen Manafort bereits seit dem Jahr 2014 im Rahmen der Spionageabwehr ermittelt hatten und dieser wegen seiner Lobbytätigkeit für die ukrainische Regierung basierend auf dem Foreign Intelligence Surveillance Act (FISA) mittels eines geheimen richterlichen Beschlusses abgehört wurde. Die angeordneten Überwachungsmaßnahmen erstreckten sich bis ins Jahr 2017, also auch auf seine Tätigkeit als Wahlkampfleiter von Donald Trump. Manaforts Anwalt rief die US-Behörden im Namen seines Mandanten dazu auf, die Inhalte der Abhörmaßnahmen zu veröffentlichen. Damit könne bewiesen werden, dass an den Vorwürfen „nichts dran“ sei.
Auch die Deutsche Bank erhielt eine Subpoena.
Im Dezember 2017 berichten verschiedene Medien, der Sonderermittler sei im Besitz tausender E-Mails von Wahlkampfmitarbeitern und späteren Regierungsmitgliedern aus der Übergangszeit zwischen der Wahl Donald Trumps zum US-Präsidenten im November 2016 und dessen Amtsantritt im Januar 2017. Trumps Anwälte warfen dem Sonderermittler daraufhin vor, auf illegalen Wegen in den Besitz der E-Mails gelangt zu sein. Muellers Team erklärte, wo immer das Ermittlungsteam in den Besitz von E-Mails gelangt sei, sei dies mit Einverständnis der Inhaber der E-Mail-Accounts oder im Rahmen von zulässigen Ermittlungsmethoden geschehen.
Im Januar 2018 wurde Generalstaatsanwalt Jeff Sessions nach Angaben eines Sprechers des US-Justizministeriums in einem mehrstündigen, freiwilligen Interview von Muellers Team befragt.
Am 5. März 2018 bestätigte der ehemalige Trump-Berater Sam Nunberg, vom Büro des Sonderermittlers eine Vorladung vor eine Grand Jury erhalten zu haben, nach eigener Aussage, um dort gegen den ehemals hochrangigen Mitarbeiter in Trumps Wahlkampfteam Roger Stone auszusagen. Außerdem gab Nunberg an, der Sonderermittler habe die Herausgabe von E-Mails an eine Reihe Personen aus Trumps Umfeld gefordert. Nunberg kündigte an, dieser Aufforderung und der Gerichtsvorladung nicht nachkommen zu wollen. Der MSNBC-Moderator Ari Melber wies darauf hin, dass der Richter in diesem Fall Beugehaft verhängen könnte. In Anbetracht der möglichen Konsequenzen erklärte Nunberg sich schlussendlich doch zu einer Aussage bereit, deren Inhalte der Öffentlichkeit derzeit noch nicht zugänglich gemacht wurden.

## Ermittlungsergebnisse
Seit Beginn der Ermittlungen wurde eine Reihe von Personen angeklagt und zum Teil bereits verurteilt, was durch öffentlich zugängliche Gerichtsakten belegt ist. Darüber hinaus gelangen jedoch wenig bestätigte Informationen aus informierten Kreisen an die Öffentlichkeit. Muellers Team wird von Beobachtern in Bezug auf die Behandlung sensitiver Informationen als äußerst diszipliniert beschrieben. Er selbst gab seit seiner Ernennung keine Pressekonferenzen oder Erklärungen ab. Gleiches gilt für die Mitglieder seines Teams.

### Anklage gegen Michael Cohen
Michael Cohen, der ehemalige leitende Geschäftsführer der Trump Organization, der seit dem Amtsantritt Trumps im Januar 2017 die Rolle seines persönlichen Anwalts innehatte, bekannte sich am 21. August 2018 in acht Anklagepunkten schuldig, darunter fünf Fälle von Steuerhinterziehung, Falschaussage und eine übermäßige Geldspende für eine Wahlkampfkampagne im Auftrag eines Kandidaten. Im April 2018 hatte das FBI das Büro, die Wohnung, die Hotelsuite und die Schließfächer von Michael Cohen in New York durchsucht und Gegenstände wie Telefone, Computer und Finanzunterlagen sichergestellt.
Am 29. November 2018 räumte Cohen ein, in seiner Aussage vor dem US-Kongress im Jahr 2017 gelogen zu haben. Um den öffentlichen Aussagen Donald Trumps, dass er keine finanziellen Verbindungen nach Russland habe, nicht zu widersprechen und aus persönlicher Loyalität zu Trump, machte Cohen vor dem Kongress Falschaussagen über ein in Moskau geplantes Immobilienprojekt. Cohen hatte gelogen, dass die Verhandlungen über den Bau eines Trump Tower in Moskau zwischen Trump und seiner Organisation und dem Kreml im Januar 2016 gestoppt wurden. Tatsächlich hatte Cohen in seiner damaligen Rolle als Vertreter der Trump Organization bis Juni 2016 – bis in den Wahlkampf hinein – mit Kreml-Beamten kommuniziert und das Projekt weiterentwickelt. Trump hatte die Absichtserklärung zum Bau des Gebäudes selbst am 28. August 2015 unterschrieben. Auch eine Reise Trumps nach Moskau, um das Immobilienprojekt persönlich vor Ort mit dem Kreml abzusprechen, war geplant, was Cohen vor dem Kongress dementiert hatte. Cohen log zudem über die Zahl der Gespräche mit Trump über das Projekt. Trump und andere Personen in Trumps Wahlkampfstab wurden von Cohen über die Entwicklung der Verhandlungen auf dem Laufenden gehalten. Auch Trumps Kinder, Don Jr. und Ivanka, die leitende Positionen in der Trump Organization bekleideten, waren eingeweiht und beteiligt. Mit Trump und Felix Sater, einem russischstämmigen Immobilienentwickler und ehemaligen Mafioso, besprach Cohen den Plan, einen 100-stöckigen Trump Tower in der russischen Hauptstadt zu bauen und das Penthouse im Wert von 50 Mio. US-Dollar dem russischen Präsidenten Wladimir Putin zu schenken. Sater war der Ansicht, dass der Wert der anderen Wohnungen stark steigen und Oligarchen die Wohneinheiten für 250 Mio. US-Dollar kaufen würden, wenn Putin sich im Gebäude niederlässt.

### Anklage gegen Paul Manafort und Rick Gates
Am 30. Oktober 2017 verkündete Sonderermittler Mueller die Anklage von Trumps ehemaligem Wahlkampfleiter Paul Manafort und dessen ehemaligen hochrangigen Mitarbeiter Rick Gates durch eine Grand Jury. Den beiden Angeklagten werden unter anderem Steuerdelikte, Betrug, Geldwäsche und Verschwörung gegen die Vereinigten Staaten vorgeworfen. Beide Angeklagten stellten sich der Polizei und wurden vorläufig festgenommen. Beide Angeklagten bekannten sich in einer ersten Anhörung noch am selben Tag nicht schuldig und wurden daraufhin freigelassen und auf Antrag der Ankläger wegen einer möglichen Fluchtgefahr unter Hausarrest gestellt. Manaforts Pass wurde vom FBI eingezogen. Die Kaution wurde auf 10 Millionen US-Dollar festgesetzt. Muellers Team gibt angesichts der genannten Anklagepunkte den erwarteten möglichen Strafrahmen mit einer Haftzeit von ca. 12 Jahren für Gates und ca. 15 Jahren für Manafort an. Manaforts Anwälte kritisierten Muellers Vorgehen in einem Schreiben an das Gericht. In der Anklageschrift sei lediglich die Rede von verletzten Offenlegungspflichten, jedoch sei kein Vorwurf der Steuerhinterziehung zu finden. Die Beweislage sei „aufgebauscht“ („embellished“), Beweismittel seien unrechtmäßig erlangt worden und der Anklagepunkt der Geldwäsche basiere auf einem fraglichen Rechtsverständnis. Außerdem sei Manafort bereits im August von einer baldigen Anklage in Kenntnis gesetzt worden und seither von Auslandsreisen wieder in die USA zurückgekehrt. Daher liege, auch vor dem Hintergrund seiner persönlichen und wirtschaftlichen Verbindungen zu den Vereinigten Staaten, auch kein Fluchtrisiko vor. Der angeordnete Hausarrest sei folglich ungerechtfertigt.
Am 30. November 2017 einigten sich die Parteien darauf, dass der über Manafort verhängte Hausarrest gegen eine Kaution von 11,7 Millionen US-Dollar weitgehend aufgehoben werden kann. Hierfür verpfändete Manafort zum Großteil Sicherheiten in Form von Immobilien. Seine Ehefrau und Tochter stellten sich für Teilbeträge als Bürgen zur Verfügung. Wenige Tage später erklärte die Anklage den Rücktritt von der Vereinbarung, da Manafort entgegen den Vorgaben des Gerichts versuche, Einfluss auf die öffentliche Meinung zu nehmen.
Im Januar 2018 reichte Manafort vor einem Bezirksgericht Zivilklage gegen Mueller und Rosenstein ein, mit dem Ziel, die Ernennung des Sonderermittlers für ungültig zu erklären und den anhängigen Strafprozess gegen Manafort per Unterlassungsanordnung (injunctive relief) zu beenden. Die Ernennung Muellers sei ohne ordentliche gesetzliche Grundlage erfolgt. Die Strafverfolgung Manaforts sei daher rechtswidrig und überschreite die Kompetenzen des Sonderermittlers (Ultra Vires).
Im Februar 2018 teilte Mueller dem Gericht mit, sein Team habe in Bezug auf Manafort verschiedene weitere Fälle von Bankbetrug aufgedeckt. Vor diesem Hintergrund und angesichts der Tatsache, dass Manafort entgegen ursprünglichen Angaben keine Bürgen präsentieren könne, sei die angebotene Deckung der Kautionssumme hauptsächlich durch die Verpfändung von Immobilien vom Gericht neu zu bewerten. Wenige Tage später verkündete Mueller die Erhebung weiterer Anklagepunkte gegen Paul Manafort und Rick Gates wegen mutmaßlicher Steuervergehen und gemeinschaftlichem Bankbetrug.
Die US-Journalistin Rachel Maddow wies darauf hin, dass Manafort eine unentgeltliche Vollzeitstelle als Trumps Wahlkampfleiter in demselben Zeitraum annahm, in dem er gemäß der Anklageschrift durch betrügerische Handlungen – größtenteils vergeblich – versuchte an neue Kreditlinien zur Finanzierung seiner Immobilien zu gelangen. Wenige Wochen nach Antritt seiner Position im Wahlkampfteam von Trump erhielt Manafort gemäß der Anklageschrift einen neuen Kredit über 16 Millionen US-Dollar.
Am 23. Februar 2018 gab der Sonderermittler bekannt, dass Gates sich in zwei Anklagepunkten für schuldig bekannt hat und sich in der Übereinkunft über das Schuldbekenntnis mit der Staatsanwaltschaft dazu bereit erklärt habe, gegen Manafort auszusagen. Außerdem erhob der Sonderermittler zusätzliche Anklagepunkte gegen Paul Manafort wegen Verschwörung gegen die Vereinigten Staaten, Geldwäsche, Verstößen gegen Offenlegungspflichten bei der Lobbytätigkeit und Falschaussagen gegenüber dem Justizministerium. Damit droht dem ihm bei einem Schuldspruch in allen Anklagepunkten eine Haftstrafe von bis zu 305 Jahren.
In Anbetracht der Umstände ordnete das Gericht einen strikten, 24-Stündigen Hausarrest, GPS-Überwachung des Aufenthaltsorts Manaforts und die Festsetzung einer ungesicherten Kaution von 10 Millionen US-Dollar an. Die Zahlung der Kaution würde fällig, falls Manafort nicht zu seinen Gerichtsterminen erscheint. In Anbetracht der Anklagepunkte und Beweislage sei es – so das Gericht – eine „sehr reale Möglichkeit“ (very real possibility), dass Manafort den Rest seines Lebens im Gefängnis verbringen müsse. Außerdem verfüge Manafort über finanzielle Mittel und internationale Kontakte. Es bestünde daher sowohl der Anreiz als auch die praktische Möglichkeit zur Flucht, weshalb der strenge Hausarrest und die hohe Kautionssumme gerechtfertigt seien. Das Gericht wies darauf hin, dass Manaforts Hausarrest aufgehoben oder gelockert werden könne, falls dieser Sicherheiten für die Kaution stellen könne, was bisher jedoch nicht erfolgt sei.

### Anklage gegen russische Staatsbürger
Am 16. Februar 2018 verkündete der Sonderermittler die Anklage gegen 13 russische Staatsbürger und drei russische Firmen durch eine Grand Jury. Einer der Angeklagten ist der russische Milliardär Jewgeni Wiktorowitsch Prigoschin. Die Anklagepunkte lauteten Verschwörung gegen die Vereinigten Staaten, Betrug im Überweisungsverkehr, Bankbetrug und Identitätsdiebstahl. Gemäß Anklageschrift wird den Angeklagten vorgeworfen, über soziale Medien und andere Kanäle rechtswidrigen Einfluss auf die Präsidentschaftswahl 2016 genommen zu haben, um Trump einen Vorteil gegenüber seiner Konkurrentin Clinton zu verschaffen. Außerdem hätten die Angeklagten sich Dokumente mit falschen Identitäten angeeignet und verschiedene Formen des Finanzbetrugs begangen.
Am 13. Juli 2018 gab der zuständige stellvertretende Justizminister Rod Rosenstein die offizielle Anklage von zwölf russischen Staatsbürgern, alles angeblich Angehörige des russischen Militärgeheimdienstes GRU, bekannt. Diese Personen waren in die russischen Hackerangriffe in den USA 2016, darunter auf E-Mail-Konten von Organisationen der Demokratischen Partei und der Präsidentschaftskampagne Clintons, involviert.

### Verurteilung von George Papadopoulos
Am 27. Juli 2017 wurde Trumps ehemaliger Wahlkampfberater George Papadopoulos am Washington Dulles International Airport in Washington D.C. unter dem Vorwurf der Falschaussage gegenüber dem FBI festgenommen. Eine derartige Falschaussage gilt gemäß US-Recht als Verbrechen (felony) und ist mit einer Gefängnisstrafe von bis zu 5 Jahren bedroht (18 U.S.C. 1001). Wie später bekannt wurde, wurde Papadopoulos kurze Zeit später wieder freigelassen und kooperierte infolgedessen mit dem FBI.
Am 30. Oktober gab das Büro des Sonderermittlers bekannt, dass sich Papadopoulos der Falschaussage gegenüber dem FBI (18 U.S.C. 1001) für schuldig bekannt hat. Papadopoulos hatte zugegeben, die Ermittler über seine Kontakte zu einer nicht namentlich genannten Person mit engen Beziehungen zur russischen Regierung belogen zu haben. Mit dieser hatte Papadopoulos eigenen Angaben zufolge während seiner Arbeit für Trumps Wahlkampfteam über den Austausch von „tausende[n] E-Mails“ von Trumps Konkurrentin Hillary Clinton sowie die mögliche Übergabe anderer belastender Materialien gesprochen. Außerdem seien über die Kontaktsperson Treffen mit russischen Regierungsbeamten arrangiert worden. Übereinstimmenden Medienberichten zufolge handelt es sich bei der ungenannten Person um den Maltesischen Professor Joseph Mifsud.
Das Schuldbekenntnis und die Schilderung der Ereignisse erfolgte an Eides statt. Papadopoulos gilt damit als rechtskräftig verurteilt. Durch sein Schuldbekenntnis reduziert sich der erwartete mögliche Strafrahmen von bis zu fünf Jahren auf einen Zeitraum bis zu sechs Monaten oder eine Geldstrafe.

### Verurteilung von Michael Flynn

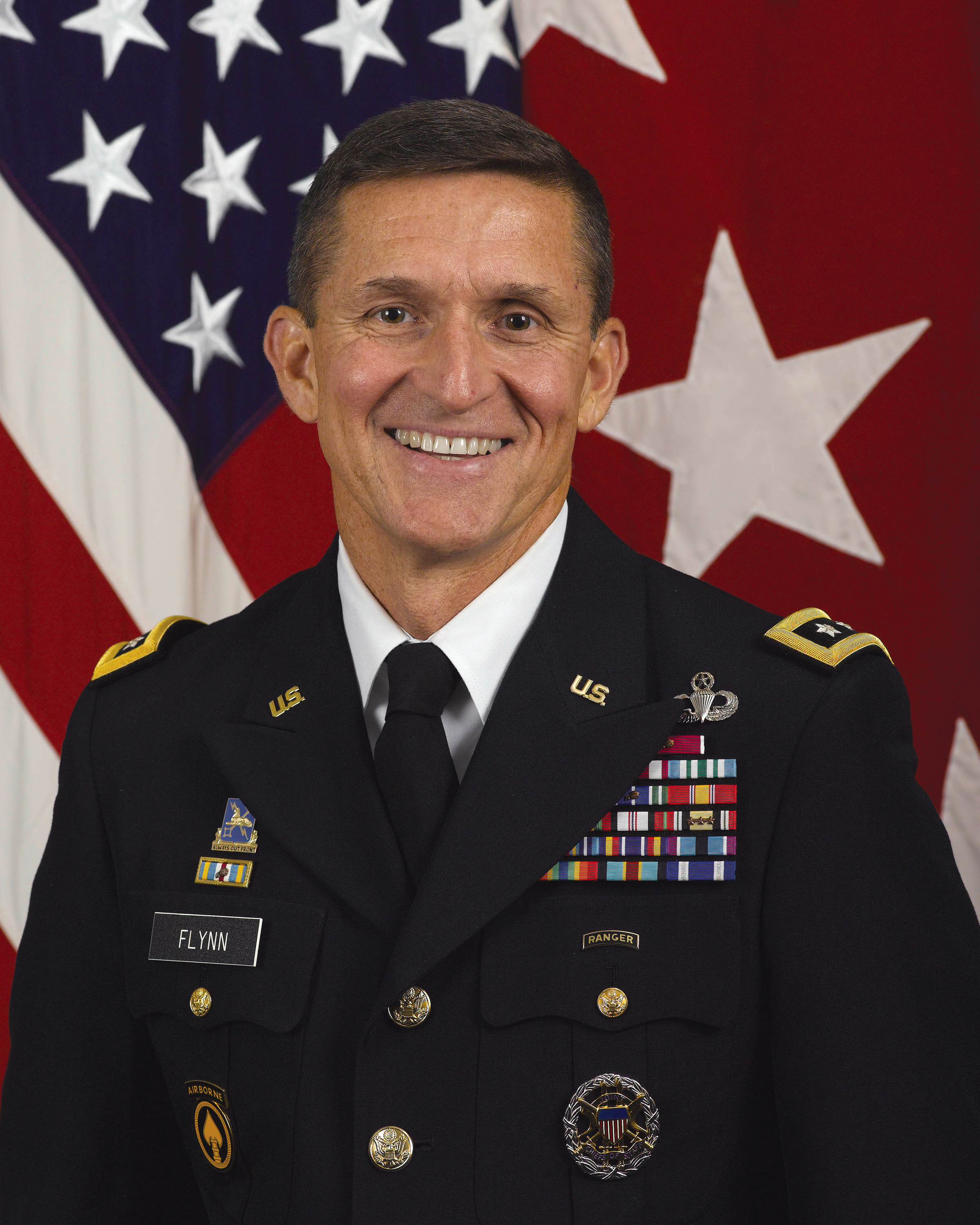
Michael Flynn (2012)

Am 1. Dezember 2017 gab das Büro des Sonderermittlers bekannt, dass sich Trumps ehemaliger Nationaler Sicherheitsberater Michael Flynn der Falschaussage gegenüber dem FBI (18 U.S.C. 1001) für schuldig bekannt hat. Kurz zuvor hatte Flynns Verteidigerteam den Informationsaustausch mit Trumps Anwälten beendet, was als Zeichen dafür interpretiert wurde, dass Flynn mit Mueller kooperiert oder eine strafmildernde Übereinkunft getroffen haben könnte.
Flynn bekannte sich schuldig, die Ermittler am 24. Januar 2017 in einem freiwilligen FBI-Interview über Kontakte von Mitgliedern in Trumps Wahlkampfteam mit der russischen Regierung und seine Unterredungen mit dem russischen Botschafter Sergej Kisljak im Dezember 2016 belogen zu haben. In diesen Gesprächen hatte Flynn den Botschafter darum gebeten, keine eskalierenden Gegenmaßnahmen gegen die zum Ende der Regierungszeit Barack Obamas gegen Russland verhängten Sanktionen zu ergreifen und die am 23. Dezember 2016 verabschiedete, gegen die israelische Siedlungspolitik im Westjordanland gerichtete UN-Resolution 2334 nicht zu unterstützen. In seinem FBI-Interview hatte er dies wahrheitswidrig verneint. Zudem gab Flynn Rechtsverstöße bezüglich der Offenlegungspflichten gemäß dem Foreign Agents Registration Act für die Zusammenarbeit seiner Lobbyingfirm Flynn Intel Group, Inc. mit der Regierung von Recep Tayyip Erdoğan zu. Das Schuldbekenntnis und die Schilderung der Ereignisse erfolgte an Eides statt. Flynn gilt damit als rechtskräftig verurteilt. Durch sein Schuldbekenntnis reduziert sich der erwartete mögliche Strafrahmen von bis zu fünf Jahren auf einen Zeitraum bis zu sechs Monaten oder eine Geldstrafe. Flynn erklärte in einer öffentlichen Pressemeldung, er kooperiere von nun an mit dem Team des Sonderermittlers.
Das Schuldbekenntnis zog Flynn im Januar 2020 zurück. Am 8. Mai 2020 wurden alle Vorwürfe gegen ihn von der Anklage fallengelassen, jedoch ordnete der zuständige Bundesrichter an, den Fall zur weiteren Entscheidung zurückzustellen, da Flynn sich bereits schuldig bekannt hatte. Am 25. November 2020 wurde Flynn von Präsident Trump begnadigt.

### Verurteilung von Richard Pinedo
Am 17. Februar 2018 gab das Büro des Sonderermittlers bekannt, dass sich der im Bundesstaat Kalifornien wohnhafte US-Bürger Richard Pinedo des Identitätsbetrugs in Verbindung mit für die Sonderermittlung relevanten Straftaten für schuldig bekannt hat. Pinedo hatte zugegeben, ebenfalls im Rahmen der Sonderermittlung angeklagten mutmaßlichen russischen Geheimdienstmitarbeitern bei der Beschaffung von Bankkonten unter falschem Namen geholfen zu haben. Das Schuldbekenntnis und die Schilderung der Ereignisse erfolgte an Eides statt. Pinedo gilt damit als rechtskräftig verurteilt. Der erwartete mögliche Strafrahmen beträgt 12 bis 18 Monate Freiheitsstrafe und eine Geldstrafe von 5.500 bis 55.000 US-Dollar.

### Verurteilung von Alex van der Zwaan
Am 20. Februar 2018 gab das Büro des Sonderermittlers bekannt, dass sich der in London ansässige holländische Rechtsanwalt Alex van der Zwaan der Falschaussage gegenüber dem FBI (18 U.S.C. 1001) für schuldig bekannt hat. Van der Zwaan hatte zugegeben, die Ermittler über seine Kommunikation im Jahr 2016 mit Rick Gates, dem von Mueller zeitgleich angeklagten hochrangigen Wahlkampfmitarbeiter im Team von Donald Trump, sowie über die Kommunikation mit anderen Personen belogen zu haben. Konkret bezieht sich der Sonderermittler auf Mitteilungen und Telefongespräche zwischen van der Zwaan, Gates und einer derzeit nicht namentlich genannten „Person A“, die die öffentliche Darstellung des Strafprozesses gegen Julija Tymoschenko betrafen. Die Telefongespräche habe van der Zwaan heimlich und möglicherweise rechtswidrig aufgezeichnet. Van der Zwaan beriet zur damaligen Zeit die Ukrainische Regierung unter der Führung von Wiktor Janukowytsch, einem politischen Widersacher Tymoschenkos. Außerdem habe van der Zwaan gegenüber dem FBI wahrheitswidrig behauptet, er wisse nicht, warum dem Sonderermittler eine E-Mail aus der fraglichen Zeit von van der Zwaans nicht namentlich genanntem Arbeitgeber nicht zur Verfügung gestellt werden konnte. Gemäß seinem Schuldbekenntnis hatte van der Zwaan diese E-Mail zuvor selbst gelöscht und war über deren Verbleib daher informiert.
Das Schuldbekenntnis und die Schilderung der Ereignisse erfolgte an Eides statt. Van der Zwaan gilt damit als rechtskräftig verurteilt. Durch sein Schuldbekenntnis reduziert sich der erwartete mögliche Strafrahmen von bis zu fünf Jahren auf einen Zeitraum bis zu sechs Monaten oder eine Geldstrafe.
Van der Zwaans ist der Schwiegersohn des russischen Oligarchen German Khan. Sein Arbeitgeber zum Zeitpunkt der Lobbytätigkeit für die Regierung Janukowytschs wurde von verschiedenen Medien als die US-amerikanische Großkanzlei Skadden, Arps, Slate, Meagher & Flom identifiziert. Die Firma gab an, sie kooperiere in der Angelegenheit mit den US-Behörden. Van der Zwaan sei im Jahr 2017 entlassen worden.

### Verurteilung von Rick Gates
Am 23. Februar 2018 bekannte sich Rick Gates, der bereits im Oktober 2017 von Sonderermittler Mueller angeklagte ehemalige stellvertretende Wahlkampfleiter von Donald Trump, der Verschwörung gegen die Vereinigten Staaten und der Falschaussage gegenüber dem FBI für schuldig. Gates hatte für schuldig bekannt, als Lobbyist einer ausländischen Regierung oder Partei – namentlich der Partei der Regionen – in den Vereinigten Staaten tätig gewesen zu sein, ohne sich wie gemäß dem Foreign Agents Registration Act (FARA) gesetzlich vorgeschrieben dafür offiziell zu registrieren, und über seine Tätigkeit gegenüber dem US-Justizministerium falsche und fiktive Angaben gemacht zu haben. Außerdem gestand er ein, die Beamten des Sonderermittlers am 1. Februar 2018 über den Inhalt eines Gespräches mit seinem ehemaligen Vorgesetzten Paul Manafort belogen zu haben.
Das Schuldbekenntnis und die Schilderung der Ereignisse erfolgte an Eides statt. Gates erklärte sich im Gegenzug für eine Strafminderung und eine von der Staatsanwaltschaft in Aussicht gestellte Einstellung des Verfahrens über die übrigen Anklagepunkte zu einer umfassenden Kooperation mit dem Sonderermittler bereit. Dies beinhaltet gemäß der Übereinkunft die Erteilung vollständiger und wahrheitsgemäßer Auskünfte über alle für die Sonderermittlung relevanten Sachverhalte, die Überstellung sämtlicher für die Sonderermittlung relevanter Akten und Dokumente, die Bereitschaft zur Aussage gegen Beschuldigte in anderen Strafverfahren, die Bereitschaft zur Teilnahme an Undercoverermittlungen sowie eine Geheimhaltungsklausel. Gates gilt damit als rechtskräftig verurteilt. Durch sein Schuldbekenntnis reduziert sich der erwartete mögliche Strafrahmen für beide Anklagepunkte von 10 Jahren auf einen Zeitraum etwa 4,5 bis 6 Jahren oder eine Geldstrafe. Prozessbeobachter gehen davon aus, dass im Zuge der Kooperation mit dem Sonderermittler alle anderen Anklagepunkte gegen Gates fallen gelassen werden. Bei einer Verurteilung in allen Anklagepunkten hätte Gates mit einer jahrzehntelangen Haftstrafe zu rechnen gehabt.
Am 27. Februar 2018 beantragte Mueller die Einstellung des in der Anklageschrift vom 22. Februar 2018 angestrengten Verfahrens gegen Gates.

### Verurteilung von Roger Stone
Roger Stone, seit Ende der 70er Jahre ein Berater von Trump, der sich mehrfach mit Personen aus Russland getroffen hatte, um den Verkauf abwertender Finanzinformationen über Hillary Clinton anzubieten wurde in sieben Fällen von Falschaussagen vor dem Kongress und Zeugenmanipulatin angeklagt. Er plädierte auf unschuldig. Die Jury erkannte ihn in allen sieben Fällen schuldig. Er wurde zu einer Freiheitsstrafe ohne Bewährung von 40 Monaten verurteilt, aber von Trump vor Haftantritt begnadigt.

## Abschlussbericht
Am 22. März 2019 legte Mueller die Ergebnisse seiner Ermittlungen in einem Bericht dem US-Justizminister William Barr, der Sessions zwischenzeitlich ersetzt hat, vor und schloss somit seine Ermittlungen ab.
Zwei Tage darauf veröffentlichte Barr erste Auszüge der Ermittlungen in einem Schreiben an den Kongress; er schloss in seinem Schreiben weitere gerichtliche Maßnahmen gegen Trump und sein Wahlkampfteam aus. Nach Angaben des amerikanischen Justizministeriums komme der Bericht zu dem Schluss, es habe im Wahlkampf keinerlei geheime Absprachen zwischen Trumps Lager und Russland gegeben. Zwar hätten staatliche russische Akteure versucht, den Wahlkampf zu beeinflussen, doch komme er nicht zu dem Ergebnis, „dass die Trump-Kampagne oder eine assoziierte Person in diesen Bemühungen mit der russischen Regierung kooperiert oder sich dazu verschworen hat“. In der Frage, ob Trump die Justiz behindert habe, bliebe der Bericht offen und lege „Indizien in beide Richtungen“ vor.
Trump fasste dies am selben Abend in einer Twitternachricht als eine Entlastung in allen Anschuldigungspunkten auf.

„No Collusion, No Obstruction, Complete and Total EXONERATION. KEEP AMERICA GREAT!“

Am 18. April erfolgte die Veröffentlichung des vollen 448-seitigen Abschlussberichts, der teilweise geschwärzt wurde. Die Schwärzungen wurden mit der Wahrung vertraulicher Informationen und dem Schutz laufender Verfahren begründet. Der Bericht entlastet Trump laut Kommentatoren nicht vom Verdacht der Justizbehinderung.
Der originale Wortlaut der nicht endgültigen Schlussfolgerung zur Frage der Justizbehinderung lautet wie folgt:

„Because we determined not to make a traditional prosecutorial judgment, we did not draw ultimate conclusions about the President’s conduct. The evidence we obtained about the President’s actions and intent presents difficult issues that would need to be resolved if we were making a traditional prosecutorial judgement.
At the same time, if we had confidence after a thorough investigation of the facts that the President clearly did not commit obstruction of justice, we would so state. Based on the facts and the applicable legal standards, we are unable to reach that judgment. Accordingly, while this report does not conclude that the President committed a crime, it also does not exonerate him.“

„Da wir beschlossen haben, kein traditionelles Strafverfolgungsurteil zu fällen, haben wir keine endgültigen Schlussfolgerungen über das Verhalten des Präsidenten gezogen. Die Beweise, die wir über die Handlungen und Absichten des Präsidenten erhalten haben, werfen schwierige Fragen auf, die gelöst werden müssten, wenn wir ein traditionelles Urteil der Staatsanwaltschaft abgeben würden.
Wenn wir uns jedoch nach einer gründlichen Untersuchung der Tatsachen sicher wären, dass der Präsident offensichtlich keine Behinderung der Justiz begangen hat, würden wir dies darlegen. Aufgrund der Tatsachen und der geltenden gesetzlichen Bestimmungen können wir nicht zu einem solchen Urteil gelangen. Während dieser Bericht nicht zu dem Schluss kommt, dass der Präsident ein Verbrechen begangen hat, entlastet er ihn daher auch nicht.“

Der Justizausschuss des Repräsentantenhauses forderte anschließend eine Vorlage des ungeschwärzten Berichts. Diese Forderung wurde zunächst von Barr ignoriert und dann von Trump mit Verweis auf sein Exekutivprivileg abgewiesen.

Beryl Howell, 'Chief United States District Judge' des United States District Court for the District of Columbia, setzte dem Justizministerium am 25. Oktober eine Frist bis zum 30. Oktober, um die weggelassenen Informationen dem Justizausschuss des Repräsentantenhauses zu übergeben.

## Widerstand gegen die Ermittlungen
Verschiedene Politiker und Kommentatoren übten teils starke Kritik an Muellers Ermittlungsverfahren. Besonders kritisch zeigten sich Moderatoren und Berichterstatter des TV-Senders Fox News und des der Alt-Right-Bewegung nahe stehenden Medienhauses Breitbart News Network. Der konservative Fox News Kommentator Sean Hannity bezeichnete die Ermittlungen Muellers als „Hexenjagd“ („witch hunt“) und warf Muellers Ermittlern vor, im Sinne der Demokraten parteiisch zu sein. Lou Dobbs, ein weiterer konservativer Moderator des Netzwerks, rief den stellvertretenden Generalstaatsanwalt Rod Rosenstein, der Mueller ernannt hatte, dazu auf, den Sonderermittler wieder zu entlassen. Außerdem müsse Rosenstein aufgrund von Interessenskonflikten selbst zurückzutreten. Der Fox News Moderator Jesse Watters bezeichnete Muellers Sonderermittlung als möglichen Versuch eines Coups gegen die Regierung Trumps. Auf der Webseite breitbart.com erschienen wiederholt kritische Beiträge zu Muellers Ermittlungen, in denen Muellers Team vorgeworfen wird, eine feindliche Haltung gegenüber Trump einzunehmen. Auch einige stärker zur politischen Mitte tendierende Medien äußerten Kritik an Muellers Ernennung. So erschienen im Wall Street Journal zwei Leitartikel der leitenden Redakteure der Zeitung, in denen Mueller zum Rücktritt aufgefordert wird, jeweils mit dem Vorwurf, der Sonderermittler sei voreingenommen. Eine Trump nahestehende Lobbygruppe begann im Juni 2017 mit der Ausstrahlung von politischen Werbespots, die die Unabhängigkeit von Sonderermittler Mueller in Zweifel ziehen.
Während der Ermittlungen wurde in den Medien wiederholt die Frage diskutiert, ob und unter welchen Umständen Trump den Sonderermittler entlassen oder die Einstellung der Untersuchung erzwingen könnte. In einem Interview mit der New York Times im Juli 2017 hatte Trump erklärt, die Untersuchung seiner persönlichen Geschäfte mit Russland sei eine Überschreitung von Muellers Mandat und eine „rote Linie“. Auf die Nachfrage, ob dies bedeute, dass er Mueller in diesem Fall entlassen würde, antwortete Trump, er könne darauf keine Antwort geben, glaube aber auch nicht, dass es dazu kommen werde.
Am 2. November 2017 beantragte der republikanische Kongressabgeordnete Matt Gaetz im Repräsentantenhaus der Vereinigten Staaten, das Parlament solle den Rücktritt Muellers fordern, da Mueller während seiner Zeit als Direktor des FBI – teilweise während der Präsidentschaft von Barack Obama – strafrechtliche Sachverhalte mit Russlandbezug nicht in gleicher Weise verfolgt habe und daher befangen sei. Der Antrag wurde nur von zwei weiteren Abgeordneten unterstützt und gelangte nicht zur Abstimmung. Umgekehrt versuchten Abgeordnete beider Parteien, die Arbeit Muellers gesetzlich vor einer Einflussnahme des Präsidenten zu schützen, was jedoch bisher ebenfalls nicht zur Verabschiedung eines Gesetzes führte.
Trumps Beraterin und ehemalige Wahlkampfleiterin Kellyanne Conway bezeichnete Muellers Untersuchung als eine Verschwendung von Steuergeldern. Gemäß dem Finanzbericht des Sonderermittlers belaufen sich die Kosten bis Dezember 2017 auf 6,7 Millionen US-Dollar.
Im März 2018 äußerte sich Trump selbst äußerst negativ zu den Ermittlungen Muellers. Die Sonderermittlung würden auf falschen und auf betrügerischen Aktivitäten durch Hillary Clinton und den Demokraten basieren. Da es keine Zusammenarbeit mit Russland oder sonstige Rechtsverstöße von seiner Seite gegeben habe, hätten die Ermittlungen niemals aufgenommen werden dürfen. Es handle sich um eine Hexenjagd:

„The Mueller probe should never have been started in that there was no collusion and there was no crime. It was based on fraudulent activities and a Fake Dossier paid for by Crooked Hillary and the DNC, and improperly used in FISA COURT for surveillance of my campaign. WITCH HUNT!“

Der einflussreiche republikanische Senator Lindsey Graham und andere warnten Trump daraufhin entschieden davor, Sonderermittler Mueller zu entlassen. Sollte er das versuchen, wäre das, so Graham, „der Anfang vom Ende“ seiner Präsidentschaft.

## Inoffizielle Bestätigung durch Russland
Im November 2022 schrieb Jewgeni Prigoschin auf Vkontakte bezüglich russischer Einmischung in US-Wahlen: „Wir haben uns eingemischt, wir tun es und wir werden es weiter tun“.

## Sonstiges
John M. Dowd, seit 2017 Leiter des Anwaltsteams, das Trump in den Russlandermittlungen vertritt, kündigte am 22. März 2018 seinen Rückzug an. Dowd hatte u. a. Verhandlungen mit Muellers Team zu der Frage geführt, unter welchen Bedingungen das Team Trump möglicherweise zu den Untersuchungsgegenständen befragt werden könnte.
Am 17. Oktober 2018 veröffentlichte Twitter 10 Millionen Tweets von 3.400 Accounts der russischen Trollfarm Internet Research Agency und von 770 Accounts mit Verbindungen zum Iran. Die Tweets enthalten etwa 2 Millionen GIFs, Videos, Bilder und ähnliches.